# 아르디피테쿠스 라미두스
아르디피테쿠스 라미두스(학명: Ardipithecus ramidus)는 멸종된 화석인류의 한 종으로 1992년 12월 20일 캘리포니아대학교 버클리 분교 인류학 교수 팀 화이트 등은 에티오피아 아와쉬 강에서 인골 조각을 발견하였다. 이 종은 숲에서 살았을 가능성이 높다. 어떤 이들은 이를 오스트랄로피테쿠스로 분류한다. 키는 약 120cm 이고 몸무게는 약 54kg이다. 주로 이동할 때 팔을 사용한 것으로 보인다. 약 440만년 전부터 420만년 전에 살았던 화석이다. 이것은 초기 두발걷기로의 진화를 보여주고 있다. 처음에는 오스트랄로피테쿠스로 여기고 오스트랄로피테쿠스 라미두스라는 명칭을 붙였으나 후에 그보다 더 오래된 종으로 보고 아르디피테쿠스로 종명을 개명하였다.

## 같이 보기
- 아르디피테쿠스 카다바
- 오로린 투게넨시스